# Fushimi-juku (Tōkaidō)
Pour les articles homonymes, voir Fushimi-juku.
Fushimi-juku (伏見宿, Fushimi-juku) était la première station du Ōsaka Kaidō et la cinquante-quatrième des cinquante-sept stations du Tōkaidō. Elle était située à Fushimi-ku dans l'actuelle ville de Kyoto, préfecture de Kyoto au Japon.

## Histoire
Fushimi-juku fut fondée en 1619. C'était une station prospère car elle se trouvait dans la même zone que la jōkamachi (ville-château) autour du château de Fushimi et le port de Fushimi sur la rivière Yodo.

## Stations voisines
Ōsaka Kaidō (extended Tōkaidō)
Ōtsu-juku - Fushimi-juku - Yodo-juku

## Source de la traduction
- (en) Cet article est partiellement ou en totalité issu de l’article de Wikipédia en anglais intitulé « Fushimi-juku (Tōkaidō) » (voir la liste des auteurs).